# پاین لیکز (فلوریدا)
پاین لیکز (به انگلیسی: Pine Lakes) یک منطقهٔ مسکونی در ایالات متحده آمریکا است که در شهرستان لیک، فلوریدا واقع شده‌است. پاین لیکز ۴٫۵ کیلومتر مربع مساحت و ۷۵۵ نفر جمعیت دارد و ۱۵ متر بالاتر از سطح دریا قرار دارد.